# 孙正禄
孙正禄（1949年—），四川广元人，汉族，中华人民共和国政治人物、第十一届全国人民代表大会解放军代表。
毕业于空军第五航校飞行专业，是中共党员。担任南京军区副参谋长。2008年起担任全国人大代表。